# المواضيع الرئيسة في الكويت
في هذا المخطط التالي عرض عام ودليل موضوعي للكويت:
الكويت هي دولة ذات سيادة تقع على ساحل الخليج العربي في جنوب غرب آسيا والشرق الأوسط.  تحدها من ناحية الجنوب المملكة العربية السعودية، ومن الشمال والغرب دولة العراق. اسم الكويت هو تصغير لكلمة عربية تعني "القلعة المبنية بالقرب من الماء". يبلغ عدد سكان الكويت حوالي 4.1 مليون نسمة ومساحتها 17.818 كم 2 . الكويت هي ملكية دستورية ذات نظام حكومي برلماني، وتعد مدينة الكويت بمثابة العاصمة السياسية والاقتصادية للبلاد.

## معلومات عامة
- الاسم الشائع للدولة باللغة الإنجليزية: "Kuwait"
- الاسم الرسمي للدولة باللغة الإنجليزية: "Kuwait"
- الأسماء الشائعة: قائمة البلدان والعواصم باللغات الأصلية
- الأسماء الرسمية: قائمة بالأسماء الرسمية للدول والأمم الحالية
- الصفة (الصفات): كويتي
- أصل الكلمة: اسم الكويت
- التصنيف الدولي للكويت
- رموز الدول حسب الأيزو: KW، KWT، 414
- رموز المناطق ISO: راجع ISO 3166-2:KW
- نطاق المستوى الأعلى لرمز الدولة على الإنترنت: .kw

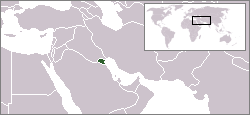
موقع الكويت

## جغرافية الكويت
جغرافية الكويت
- الكويت هي: دولة
- موقع:
- نصف الكرة الشمالي ونصف الكرة الشرقي
  - أوراسيا
    - آسيا
      - جنوب غرب آسيا

  - الشرق الأوسط
    - شبه الجزيرة العربية

  - المنطقة الزمنية: UTC+03
  - النقاط المتطرفة في الكويت
    - مرتفع: موقع غير مسمى 306 م (1,004 قدم)
    - منخفض: الخليج الفارسي 0 متر

  - حدود برية: 462كم

 العراق 240 km
 المملكة العربية السعودية 222 km
- الساحل:الخليج العربي499 km

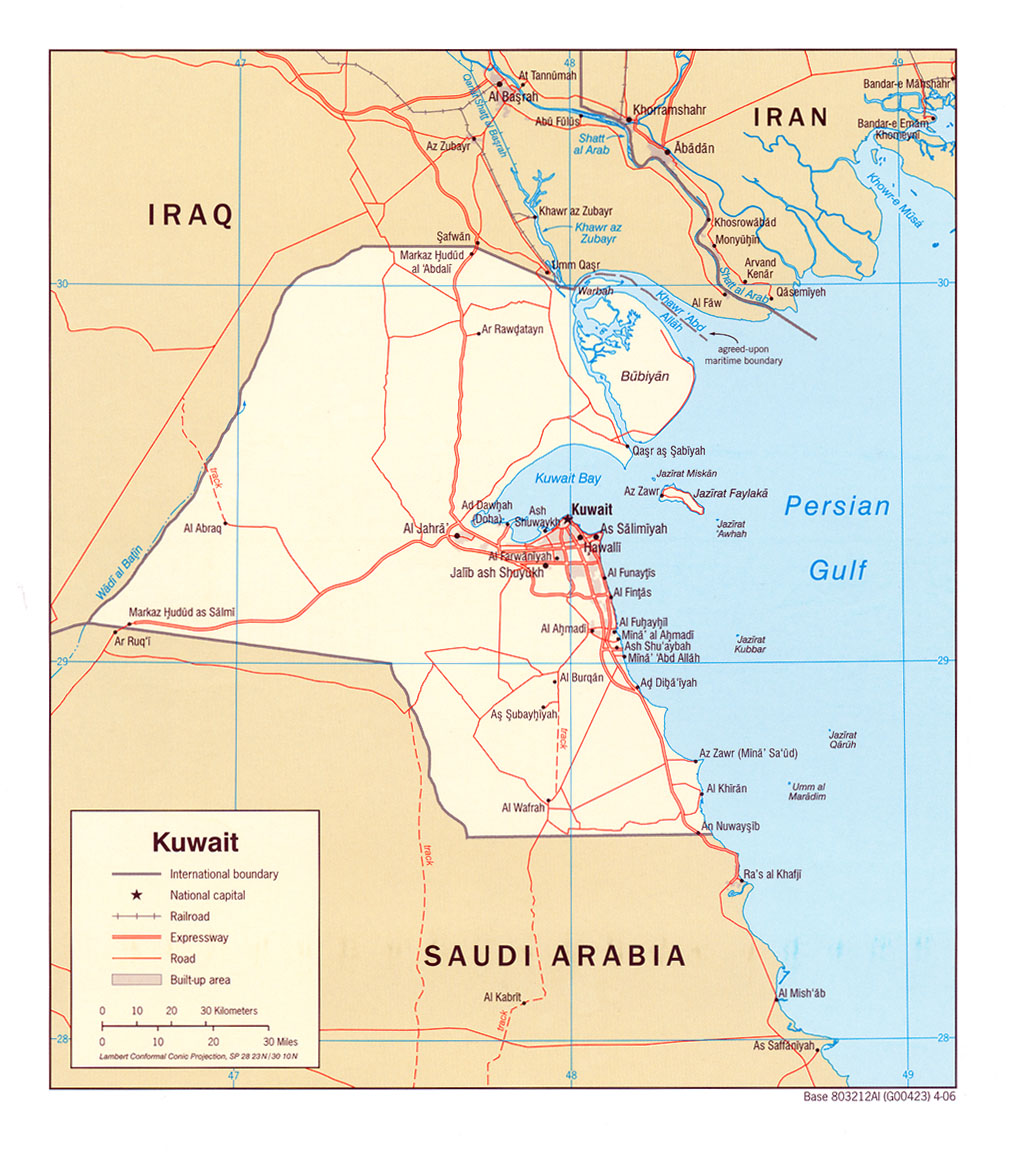
خريطة قابلة للتكبير لدولة الكويت

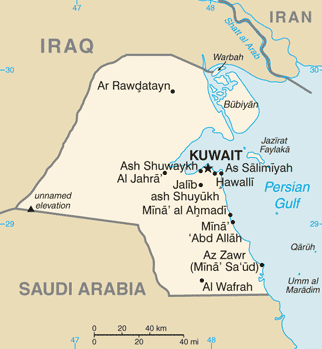
خريطة أساسية قابلة للتوسعة للكويت

- عدد السكان: 2,851,000 نسمة - الدولة رقم 136 من حيث عدد السكان
- المساحة : 17,818كم 2
- أطلس الكويت

### بيئة الكويت

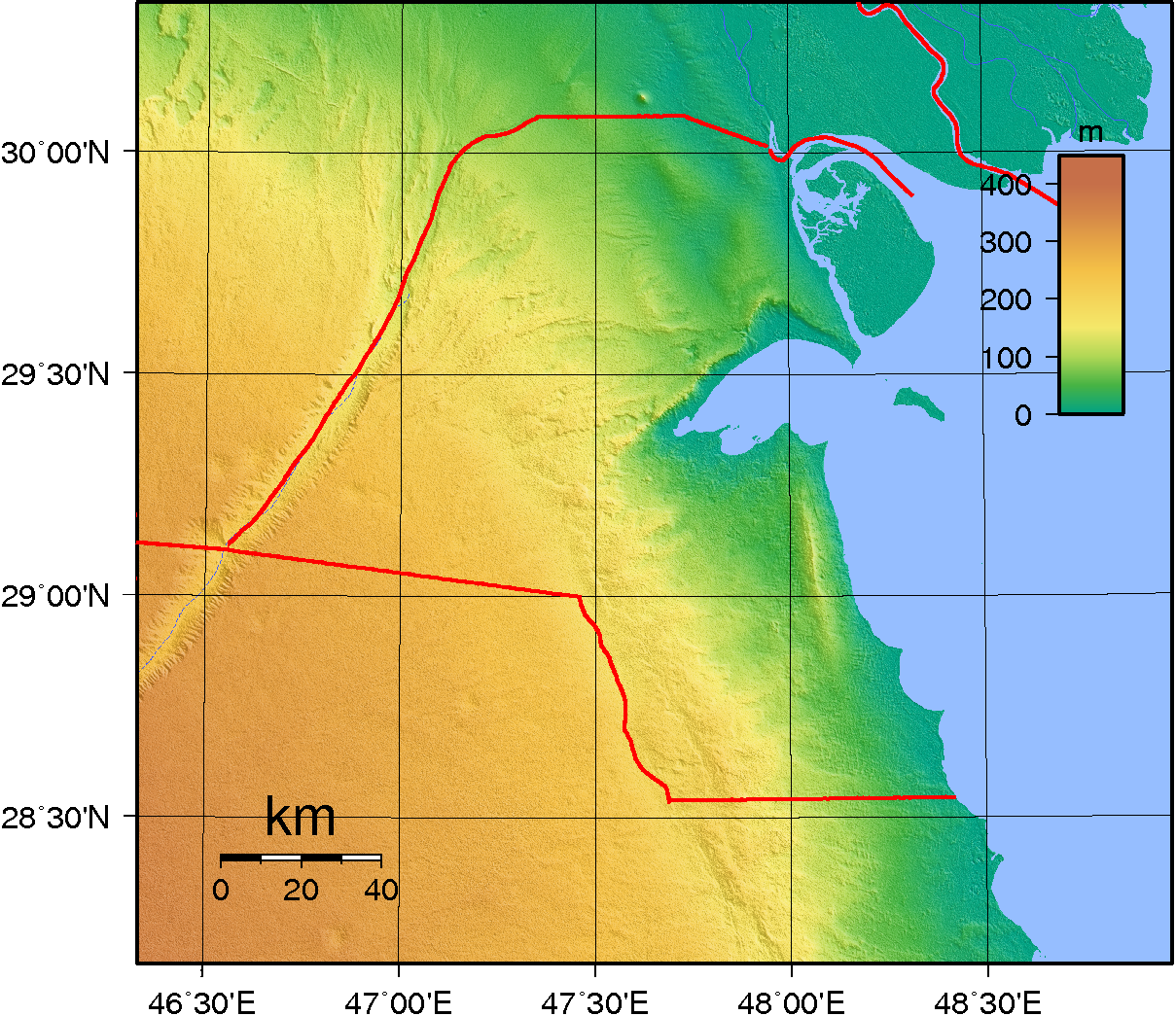
خريطة طبوغرافية قابلة للتوسعة لدولة الكويت

القضايا البيئية في الكويت
- مناخ الكويت
- الطاقة المتجددة في الكويت
- جيولوجيا الكويت
- المناطق المحمية في الكويت
  - محميات المحيط الحيوي في الكويت
  - المنتزهات الوطنية في الكويت
- طيور الكويت
- ثدييات الكويت

#### السمات الجغرافية الطبيعية للكويت
- خلجان الكويت
  - خليج الكويت
- جزر الكويت
- بحيرات الكويت: لا يوجد
- جبال الكويت
- قائمة الأودية في الكويت

#### المناطق البيئية في الكويت

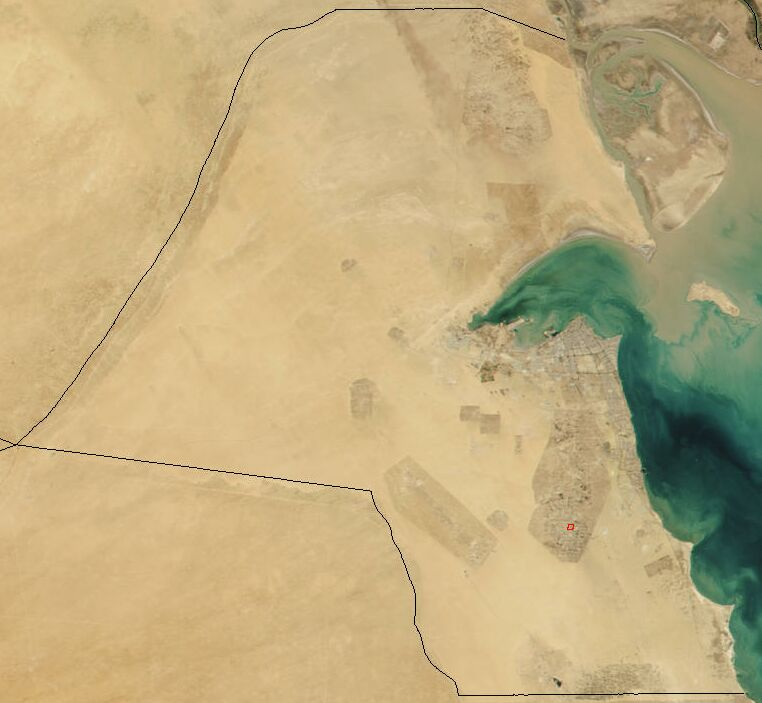
صورة فضائية قابلة للتكبير لدولة الكويت

قائمة المناطق البيئية في الكويت

#### التقسيمات الإدارية للكويت
التقسيمات الإدارية للكويت
- محافظات الكويت
  - مناطق الكويت

##### محافظات الكويت
محافظات الكويت
- مناطق الكويت

##### مناطق الكويت
مناطق الكويت

##### بلديات الكويت
- عاصمة الكويت: مدينة الكويت

### التركيبة السكانية في الكويت
التركيبة السكانية في الكويت

## الحكومة والسياسة في الكويت
السياسة في الكويت
- شكل الحكومة: ملكية دستورية
- عاصمة الكويت: مدينة الكويت
- الانتخابات في الكويت
- الأحزاب السياسية في الكويت

### فروع حكومة الكويت
حكومة الكويت

#### السلطة التنفيذية لحكومة الكويت
- رئيس الدولة: أمير الكويت
- رئيس الحكومة: رئيس وزراء الكويت
- مجلس الوزراء الكويتي

#### السلطة التشريعية لحكومة الكويت
- مجلس الأمة الكويتي ( ذات مجلس واحد )

#### السلطة القضائية لحكومة الكويت
النظام القضائي في الكويت
- المحكمة العليا الكويتية

### العلاقات الخارجية للكويت
العلاقات الخارجية للكويت
- البعثات الدبلوماسية في الكويت
- البعثات الدبلوماسية الكويتية
- العلاقات العراقية الكويتية

#### عضوية المنظمات الدولية
دولة الكويت عضو في: 
- مجموعة البنك الأفريقي للتنمية.
- المصرف العربي للتنمية الاقتصادية في أفريقيا
- الصندوق العربي للإنماء الاقتصادي والاجتماعي
- صندوق النقد العربي
- مجلس التعاون لدول الخليج العربي
- مجلس الوحدة الاقتصادية العربية
- البنك المركزي لدول وسط أفريقيا
- منظمة الأغذية والزراعة (الفاو)
- مجموعة الـ 77
- الوكالة الدولية للطاقة الذرية
- البنك الدولي للإنشاء والتعمير
- غرفة التجارة الدولية
- المنظمة الدولية للطيران المدني (إيكاو)
- المحكمة الجنائية الدولية (الموقعة)
- المنظمة الدولية للشرطة الجنائية (الانتربول)
- المؤسسة الدولية للتنمية
- الاتحاد الدولي لجمعيات الصليب الأحمر والهلال الأحمر
- مؤسسة التمويل الدولية
- الصندوق الدولي للتنمية الزراعية
- المنظمة الهيدروغرافية الدولية (IHO)
- منظمة العمل الدولية
- المنظمة البحرية الدولية
- المنظمة الدولية للاتصالات المتنقلة عبر الأقمار الصناعية (IMSO)
- صندوق النقد الدولي
- اللجنة الأولمبية الدولية
- المنظمة الدولية للمعايير (ISO)
- الحركة الدولية للصليب الأحمر والهلال الأحمر
- الاتحاد الدولي للاتصالات
- المنظمة الدولية للاتصالات عبر الأقمار الصناعية
- الاتحاد الدولي للنقابات العمالية
- الاتحاد البرلماني الدولي
- البنك الإسلامي للتنمية
- جامعة الدول العربية
- الوكالة الدولية لضمان الاستثمار
- حركة عدم الانحياز
- منظمة التعاون الإسلامي
- منظمة حظر الأسلحة الكيميائية
- منظمة الأقطار العربية المصدرة للبترول (أوابك)
- منظمة الدول المصدرة للنفط (أوبك)
- المحكمة الدائمة للتحكيم
- الأمم المتحدة
- مؤتمر الأمم المتحدة للتجارة والتنمية (الأونكتاد)
- منظمة الأمم المتحدة للتربية والعلم والثقافة (اليونسكو)
- منظمة الأمم المتحدة للتنمية الصناعية (اليونيدو)
- معهد الأمم المتحدة للتدريب والبحث
- الاتحاد البريدي العالمي
- منظمة الجمارك العالمية
- الاتحاد العالمي للنقابات العمالية
- منظمة الصحة العالمية
- المنظمة العالمية للملكية الفكرية (الويبو)
- المنظمة العالمية للأرصاد الجوية
- منظمة السياحة العالمية
- منظمة التجارة العالمية

### القانون والنظام في الكويت
- دستور الكويت
- الجريمة في الكويت
  - الفساد في الكويت
  - الإتجار بالبشر في الكويت
  - الارهاب في الكويت
- حقوق الإنسان في الكويت
  - حقوق المثليين في الكويت
  - حرية الأديان في الكويت
- تطبيق القانون في الكويت
  - شرطة الكويت
- النظام القانوني في الكويت

### القوات المسلحة الكويتية
القوات المسلحة الكويتية
- يأمر
  - القائد الأعلى:
    - وزارة الدفاع الكويتية
- القوات
  - جيش الكويت
  - القوات البحرية الكويتية
  - القوات الجوية الكويتية
- الحرس الوطني الكويتي
- الرتب العسكرية للكويت

### الحكومة المحلية في الكويت
الحكومة المحلية في الكويت

## تاريخ الكويت
- تاريخ الكويت

## ثقافة الكويت
ثقافة الكويت
- العمارة في الكويت
- قائمة أطول المباني في الكويت
- المطبخ الكويتي
- مهرجانات في الكويت
- لغات الكويت
- العربية الكويتية
- لهجة فارسية كويتية
- شعار النبالة للكويت
- علم الكويت
- الإعلام في الكويت
- قائمة الصحف والمجلات في الكويت
- التلفاز في الكويت
- النشيد الوطني للكويت
- عجم الكويت
- سكان الكويت
- الدعارة في الكويت
- العطلات الرسمية في الكويت
- سجلات الكويت
- الدين في الكويت
- البوذية في الكويت
- المسيحية في الكويت
- الهندوسية في الكويت
- الإسلام في الكويت
- مواقع التراث العالمي في الكويت: لا يوجد

### الفن في الكويت
- فن الكويت
- سينما الكويت
- أدب الكويت
- موسيقى الكويت
- مسرح الكويت

### الرياضة في الكويت
الرياضة في الكويت
- كرة القدم في الكويت
- الكويت في الاولمبياد

## الاقتصاد والبنية التحتية في الكويت
اقتصاد الكويت
- المرتبة الاقتصادية حسب الناتج المحلي الإجمالي الاسمي (2007): المرتبة 53 (الثالثة والخمسون)
- الزراعة في الكويت
- الخدمات المصرفية في الكويت
  - بنك الكويت الوطني
  - بيت التمويل الكويتي
- الاتصالات في الكويت
  - الانترنت في الكويت
- شركات الكويت
- عملة الكويت: الدينار
  - ISO 4217: دينار كويتي
- الطاقة في الكويت
  - سياسة الطاقة في الكويت
  - صناعة البترول في الكويت
- الرعاية الصحية في الكويت
  - الصحة في الكويت
- التعدين في الكويت
- سوق الكويت للأوراق المالية
- السياحة في الكويت
  - سياسة التأشيرة في الكويت
- المواصلات في الكويت
  - مطارات الكويت
  - النقل بالسكك الحديدية في الكويت
  - الطرق في الكويت

## التعليم في الكويت
التعليم في الكويت
- التعليم المشترك في الكويت